# Mirel Çota
Mirel Çota (Librazhd, 14 maggio 1988) è un calciatore albanese, attaccante del Sopoti.

## Carriera

### Club
In carriera ha vestito le maglie di Torino e Savona in Italia e quelle di Teuta, KF Tirana ed Elbasani in patria.

## Statistiche

### Presenze e reti nei club
Statistiche aggiornate al 17 maggio 2015.
| Stagione         | Squadra          | Campionato       | Campionato | Campionato | Coppe nazionali | Coppe nazionali | Coppe nazionali | Coppe continentali | Coppe continentali | Coppe continentali | Altre coppe | Altre coppe | Altre coppe | Totale | Totale |
| Stagione         | Squadra          | Comp             | Pres       | Reti       | Comp            | Pres            | Reti            | Comp               | Pres               | Reti               | Comp        | Pres        | Reti        | Pres   | Reti   |
| ---------------- | ---------------- | ---------------- | ---------- | ---------- | --------------- | --------------- | --------------- | ------------------ | ------------------ | ------------------ | ----------- | ----------- | ----------- | ------ | ------ |
| 2006-2007        | Torino           | A                | 0          | 0          | CI              | 0               | 0               | -                  | -                  | -                  | -           | -           | -           | 0      | 0      |
| 2007-2008        | Teuta            | KS               | 20         | 2          | CA              | 0               | 0               | -                  | -                  | -                  | -           | -           | -           | 20     | 2      |
| 2008-2009        | Savona           | D                | ?          | ?          | CI              | ?               | ?               | -                  | -                  | -                  | -           | -           | -           | 0+     | 0+     |
| 2009-gen. 2010   | Savona           | D                | ?          | ?          | CI              | ?               | ?               | -                  | -                  | -                  | -           | -           | -           | 0+     | 0+     |
| Totale Savona    | Totale Savona    | Totale Savona    | ?          | ?          |                 | ?               | ?               |                    |                    |                    |             |             |             | 0+     | 0+     |
| gen.-giu. 2010   | Teuta            | KS               | 13         | 0          | CA              | 4               | 0               | -                  | -                  | -                  | -           | -           | -           | 17     | 0      |
| 2010-2011        | Teuta            | KS               | 21         | 8          | CA              | 2               | 0               | -                  | -                  | -                  | -           | -           | -           | 23     | 8      |
| 2011-2012        | Teuta            | KS               | 24         | 6          | CA              | 5               | 0               | -                  | -                  | -                  | -           | -           | -           | 29     | 6      |
| 2012-2013        | KF Tirana        | KS               | 22         | 5          | CA              | 4               | 2               | UEL                | 4                  | 1                  | SA          | 1           | 0           | 31     | 8      |
| 2013-2014        | KF Tirana        | KS               | 23         | 1          | CA              | 4               | 2               | -                  | -                  | -                  | -           | -           | -           | 27     | 3      |
| Totale KF Tirana | Totale KF Tirana | Totale KF Tirana | 45         | 6          |                 | 8               | 4               |                    | 4                  | 1                  |             | 1           | 0           | 58     | 11     |
| 2014-gen. 2015   | Elbasani         | KS               | 16         | 3          | CA              | 2               | 0               | -                  | -                  | -                  | -           | -           | -           | 18     | 3      |
| gen.-giu. 2015   | Teuta            | KS               | 17         | 2          | CA              | 0               | 0               | -                  | -                  | -                  | -           | -           | -           | 17     | 2      |
| Totale Teuta     | Totale Teuta     | Totale Teuta     | 95         | 18         |                 | 11              | 0               |                    |                    |                    |             |             |             | 106    | 18     |
| Totale carriera  | Totale carriera  | Totale carriera  | 156        | 27         |                 | 21              | 4               |                    | 4                  | 1                  |             | 1           | 0           | 182    | 32     |